# زين الدين بن سالم
زين الدين بن سالم (25 مايو 1990 بالقبة في الجزائر - ) هو مدرب كرة قدم ولاعب كرة قدم جزائري في مركز الهجوم. لعب مع نادي مولودية الجزائر.

## روابط خارجية
- زين الدين بن سالم على موقع قاعدة بيانات كرة القدم.إي يو (الإنجليزية)
- زين الدين بن سالم على موقع Soccerway.com (الإنجليزية)